# Österreichische Handballmeisterschaft 1998/99
Die 38. Saison der Österreichischen Handballmeisterschaft begann im August 1998 und endete im Mai 1999. Der amtierende Meister der Saison 1997/98 HC Sparkasse-Stadtwerke Bruck, konnte seinen Titel nicht verteidigen. Stattdessen konnte die HSG Remus Bärnbach/Köflach den ersten Meistertitel seit der Fusion erringen.

## Handball Liga Austria
In der höchsten Spielklasse, der HLA, waren zehn Teams vertreten. Die Meisterschaft wurde in mehrere Phasen gegliedert. In der Hauptrunde spielten alle Teams eine einfache Hin- und Rückrunde gegen jeden Gegner. Danach wurde die Liga in zwei Gruppen geteilt.
Die ersten sechs Teams spielten in einer weiteren Hin- und Rückrunde um den Meistertitel, während die letzten vier Teams um den Klassenerhalt kämpfen mussten.

### Grunddurchgang HLA
|     | Verein                            | R  | S  | U | N  | Tore    | Diff. | Punkte |
| --- | --------------------------------- | -- | -- | - | -- | ------- | ----- | ------ |
| 1.  | UHC Uniqa Stockerau               | 18 | 11 | 3 | 4  | 531:482 | 49    | 25     |
| 2.  | Post Telekom Austria Wien         | 18 | 11 | 3 | 4  | 521:474 | 47    | 25     |
| 3.  | HSG Remus Bärnbach/Köflach        | 18 | 11 | 2 | 5  | 471:433 | 38    | 24     |
| 4.  | Union Hypo St. Pölten             | 18 | 10 | 1 | 7  | 528:492 | 36    | 21     |
| 5.  | HC Sparkasse-Stadtwerke Bruck (M) | 18 | 9  | 1 | 8  | 478:465 | 13    | 19     |
| 6.  | HC erdgas Linz                    | 18 | 9  | 0 | 9  | 449:461 | −12   | 18     |
| 7.  | Alpla HC Hard                     | 18 | 7  | 1 | 10 | 454:510 | −56   | 15     |
| 8.  | Post Telekom Austria Bregenz      | 18 | 6  | 1 | 11 | 448:461 | −13   | 13     |
| 9.  | UHC Goldmann Druck Tulln          | 18 | 5  | 2 | 11 | 464:494 | −30   | 12     |
| 10. | HC Kärnten                        | 18 | 4  | 0 | 14 | 446:518 | −72   | 8      |

| Legende | Legende                    |
| ------- | -------------------------- |
|         | Meister-Playoff            |
|         | Abstiegs-Playoff           |
| (M)     | Meister der letzten Saison |

### Meister-Playoff
|    | Verein                            | R  | S | U | N | Tore    | Diff. | Punkte |
| -- | --------------------------------- | -- | - | - | - | ------- | ----- | ------ |
| 1. | HSG Remus Bärnbach/Köflach        | 10 | 7 | 0 | 3 | 272:250 | 22    | 17     |
| 2. | Post Telekom Austria Wien         | 10 | 5 | 2 | 3 | 266:256 | 10    | 16     |
| 3. | HC erdgas Linz                    | 10 | 6 | 1 | 3 | 265:250 | 15    | 13     |
| 4. | UHC Uniqa Stockerau               | 10 | 2 | 4 | 4 | 272:273 | −1    | 13     |
| 5. | Union Hypo St. Pölten             | 10 | 3 | 2 | 5 | 250:267 | −17   | 10     |
| 6. | HC Sparkasse-Stadtwerke Bruck (M) | 10 | 1 | 3 | 6 | 217:246 | −29   | 6      |

### Abstiegs-Playoff
|    | Verein                       | R | S | U | N | Tore    | Diff. | Punkte |
| -- | ---------------------------- | - | - | - | - | ------- | ----- | ------ |
| 1. | Alpla HC Hard                | 6 | 3 | 0 | 3 | 141:142 | −1    | 9      |
| 2. | Post Telekom Austria Bregenz | 6 | 3 | 0 | 3 | 157:150 | 7     | 8      |
| 3. | UHC Goldmann Druck Tulln     | 6 | 3 | 0 | 3 | 169:159 | 10    | 7      |
| 4. | HC Kärnten                   | 6 | 3 | 0 | 3 | 159:175 | −16   | 6      |

### HLA-Endstand
|     | Verein                            |
| --- | --------------------------------- |
| 1.  | HSG Remus Bärnbach/Köflach        |
| 2.  | Post Telekom Austria Wien         |
| 3.  | HC erdgas Linz                    |
| 4.  | UHC Uniqa Stockerau               |
| 5.  | Union Hypo St. Pölten             |
| 6.  | HC Sparkasse-Stadtwerke Bruck (M) |
| 7.  | Alpla HC Hard                     |
| 8.  | Post Telekom Austria Bregenz      |
| 9.  | UHC Goldmann Druck Tulln          |
| 10. | HC Kärnten                        |

| Legende | Legende                                    |
| ------- | ------------------------------------------ |
|         | EHF Champions League                       |
|         | Abstieg in die Handball-Bundesliga Austria |
|         | Rückzug aus der ersten Liga                |
| (M)     | Meister der letzten Saison                 |